# Svetozar Boroević von Bojna
Svetozar Boroević [boroˈɛwitʃ], ab 1905 Boroević von Bojna (* 13. Dezember 1856 in Umetić bei Castanowitz im Königreich Kroatien und Slawonien, Kaisertum Österreich; † 23. Mai 1920 in Klagenfurt, Republik Österreich) war ein österreichisch-ungarischer Feldmarschall im Ersten Weltkrieg.
Boroević war neben Feldmarschall Franz Conrad von Hötzendorf einer der bedeutendsten, aber auch ebenso umstrittenen Heerführer Österreich-Ungarns im Ersten Weltkrieg. Sein Name ist vor allem mit den zwölf Isonzoschlachten und der Piaveschlacht verknüpft.

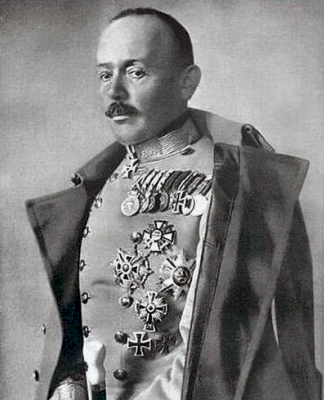
Feldmarschall Svetozar Boroević von Bojna 1918

## Leben

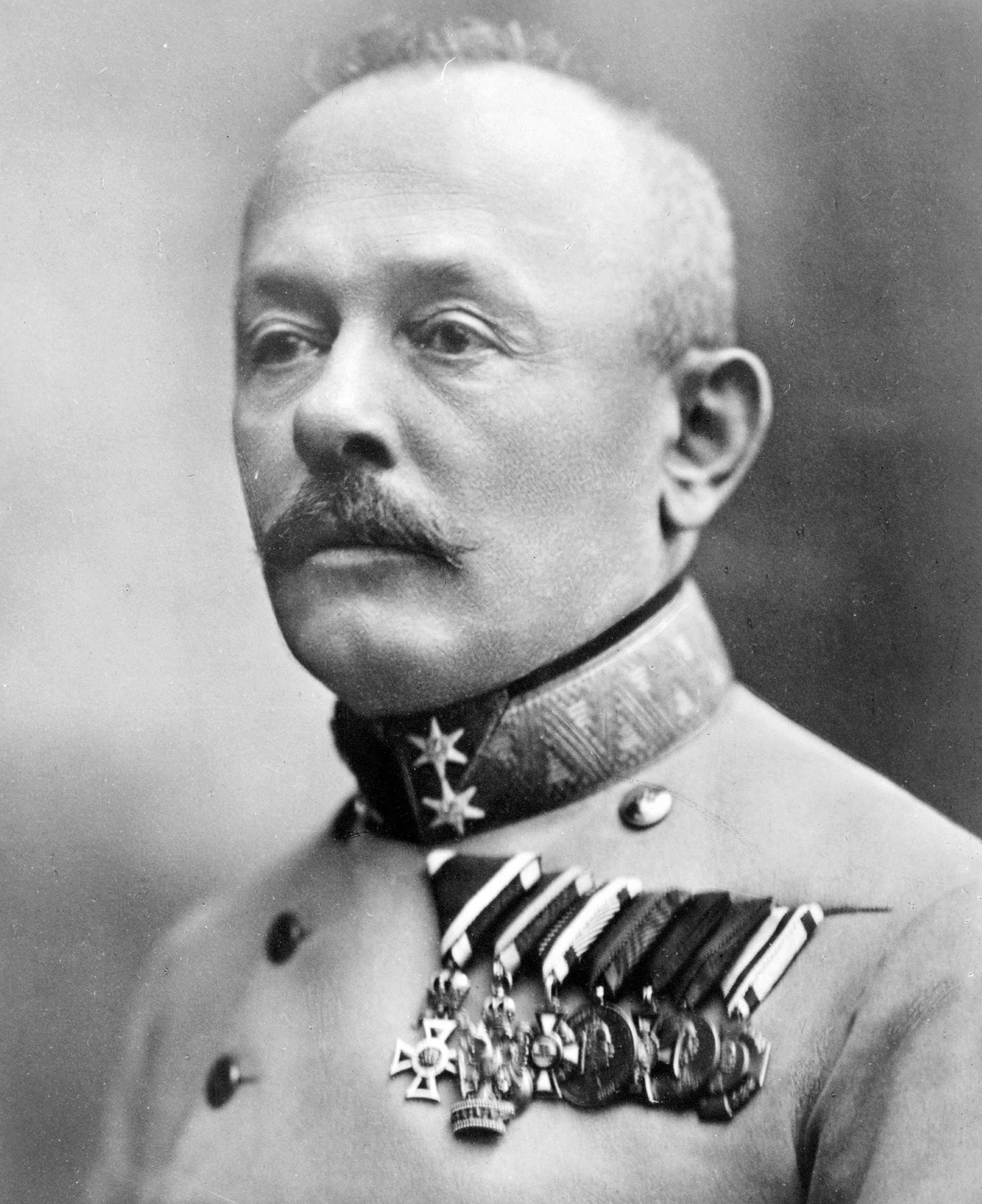
Svetozar Boroević von Bojna als Feldmarschall-Leutnant

Svetozar Boroević wurde 1856 auf dem Gebiet der Kroatischen Militärgrenze als Angehöriger einer kroatisch -serbischen, christlich-orthodoxen Familie geboren. Er folgte den Fußstapfen seines Vaters Adam, der als Unteroffizier diente, und entschied sich wie er für eine militärische Laufbahn. Er besuchte das Militär-Obererziehungshaus in Peterwardein und anschließend die Infanteriekadettenschule in Liebenau bei Graz, welche er am 1. November 1874 im Rang eines Kadetten abschloss.
Seine Heimat, das Königreich Kroatien und Slawonien, zählte vom Ausgleich zwischen Österreich und Ungarn, 1867, an zu den Ländern der ungarischen Krone.
Am 1. Mai 1875 wurde er als Leutnant dem 52. ungarischen Infanterieregiment in Graz zugeteilt. Er nahm mit seinem Regiment am Okkupationsfeldzug in Bosnien im Jahr 1878 teil und war dabei aktiv an der Einnahme Sarajevos beteiligt. Für seine Initiative bei der Eroberung Sarajevos erhielt er am 20. Oktober 1878 das Militärverdienstkreuz.
Nachdem er am 1. Mai 1880 zum Oberleutnant befördert worden war, besuchte er die k.u.k. Kriegsschule in Wien und wurde anschließend als Offizier des Generalstabes der 63. Infanteriebrigade zugeteilt. 1887–1891 war er Ausbilder an der Theresianischen Militärakademie in Wiener Neustadt. Am 1. Mai 1892 wurde er zum Major und am 1. Mai 1895 zum Oberstleutnant befördert. Am 16. April 1896 erhielt er sein erstes eigenes Kommando über das 4. Bataillon des 17. Infanterieregiments. Am 1. November 1897 erfolgte die Beförderung zum Oberst.
Nach verschiedenen Führungspositionen (17., 18. und 27. Infanteriedivision) war er von 1898 bis 1904 Chef des Generalstabes des 8. Korps in Prag und wurde dafür mit dem Orden der Eisernen Krone 3. Klasse ausgezeichnet. Anschließend erhielt er das Kommando über die 14. Infanteriebrigade in Peterwardein und wurde am 1. Mai 1904 zum Generalmajor befördert.
1905 wurde er von Franz Joseph I. in seiner Eigenschaft als König von Ungarn geadelt und erhielt den  Namenszusatz „de Bojna“. Anschließend erhielt er das Kommando über den VII. kroatisch-slawonischen Landwehrdistrikt und wurde am 1. Mai 1908 zum Feldmarschallleutnant befördert. Er erhielt den Leopold-Orden, am 1. Mai 1913 die Ernennung zum Generaloberst und wurde am 21. Dezember 1913 vom Kaiser und König zum Oberstinhaber des 51. Infanterieregiment ernannt.

### Erster Weltkrieg

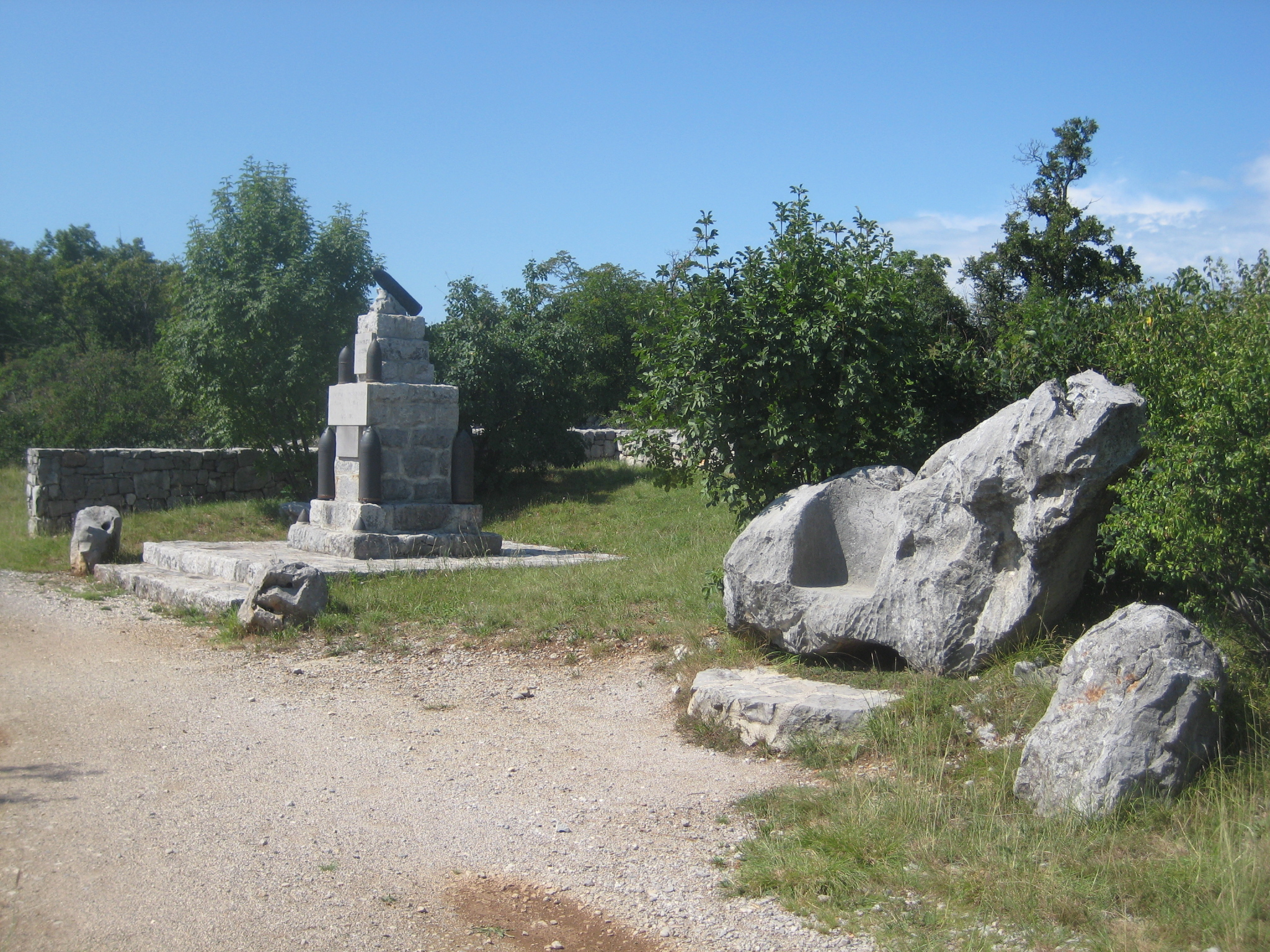
Kostanjevica na Krasu, Monument zu Ehren von Erzherzog Joseph August (links) und der sogenannte „Boroević-Thron“ (rechts)

Als Kommandant des k.u.k. VI. Korps war er bei Ausbruch des Krieges im Verband der 4. Armee unter Moritz Ritter von Auffenberg eingesetzt. Dabei nahm er Ende August 1914 an der Schlacht von Komarów in Galizien teil. Am 3. September 1914 übertrug ihm der Kaiser und König während der Schlacht von Lemberg den Oberbefehl über die schwer bedrängte 3. Armee. Mit ihr verteidigte er im Winter 1914/15 erfolgreich die Karpatenpässe gegen russische Angriffe und war in der Anfangsphase auch an der Schlacht bei Gorlice-Tarnów beteiligt.
Ende Mai 1915, nach dem Eintritt Italiens in den Krieg gegen Österreich-Ungarn, erhielt er die Aufgabe, das Eindringen der italienischen Armee an der Isonzofront nahe der heutigen slowenisch-italienischen Grenze zu verhindern. Er übernahm den Oberbefehl der 5. Armee, mit der er mehreren italienischen Angriffen am Isonzo standhielt. Am 1. Mai 1916 wurde er zum Generaloberst befördert.
Im August 1917 wurde ihm nach der Teilung der Isonzoarmee die Führung der übergeordneten Heeresgruppe Boroevic anvertraut.
Während dieser drei Jahre bewährte er sich in allen zwölf Isonzoschlachten und auch in der Zweiten Piaveschlacht (Juni 1918), obwohl diese letztlich scheiterte. Wegen seiner Erfolge in den Isonzoschlachten erhielt er den Beinamen „Löwe von Isonzo“.
Nachdem er 1917 von Kaiser Karl I. mit dem Kommandeurkreuz des Maria-Theresien-Ordens ausgezeichnet worden war, stand ihm eine Erhöhung seines Adelsprädikates zum ungarischen Baron zu. Boroević, allgemein bekannt für seine persönliche Eitelkeit, verweigerte dies aber und forderte den Titel Graf. Dies wurde von den Behörden und zuletzt vom Kaiser und König abgelehnt und so erhielt er letztendlich keine Standeserhöhung. Die Aufschrift an seiner Gruft in Wien nennt ihn Baron.
Am 13. Februar 1918 berichtete die amtliche Wiener Zeitung, Kaiser Karl habe Generaloberst Boroević zum Feldmarschall ernannt.

### Kriegsende und Nachkriegszeit

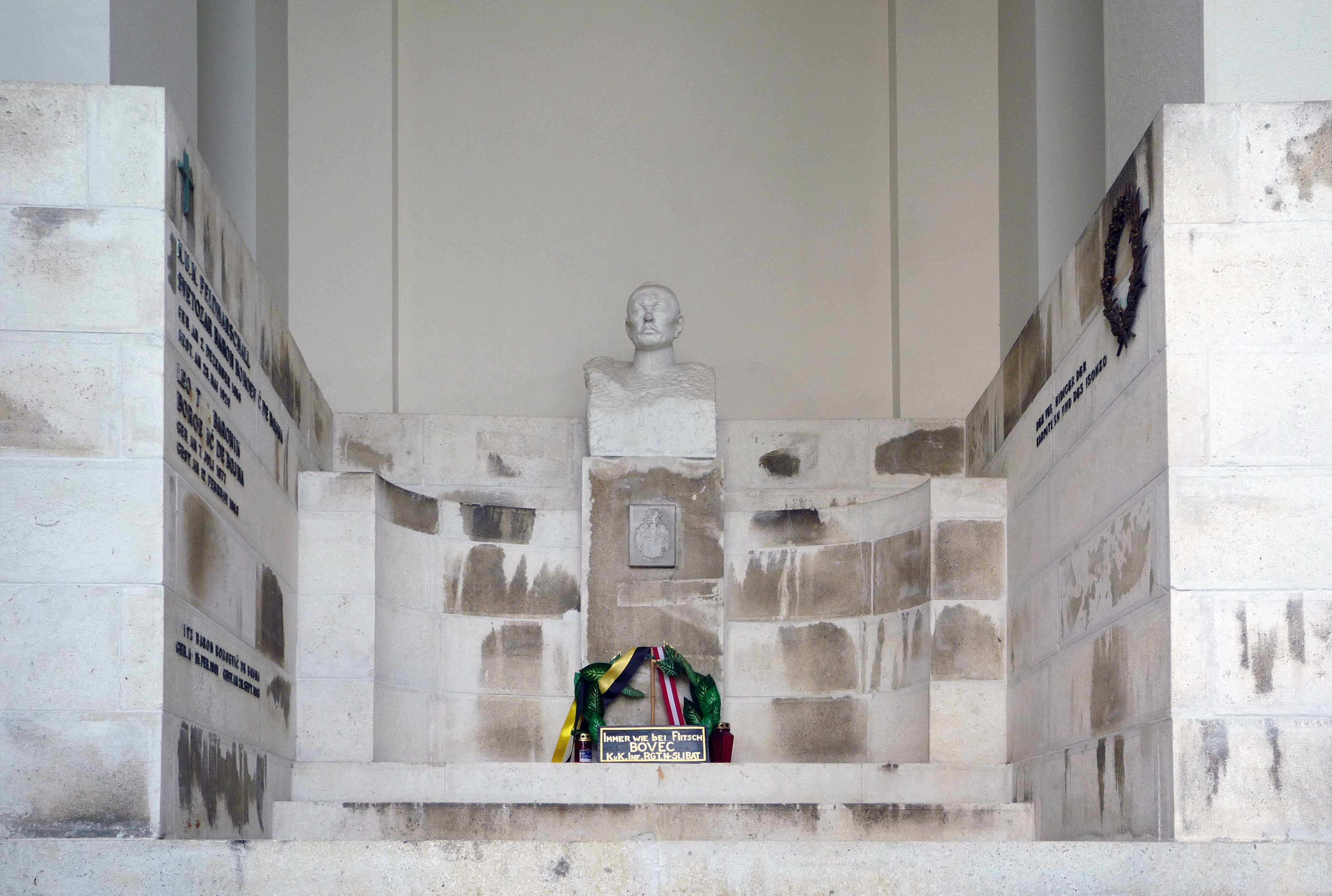
Grab von Svetozar Boroević von Bojna auf dem Wiener Zentralfriedhof

Ende Oktober 1918 war die k.u.k. Monarchie bereits in voller Auflösung begriffen, und die ungarischen Einheiten machten sich auf Kommando des neuen ungarischen Kriegsministers selbstständig auf die Heimreise. Boroević zog die Kampflinie zunächst hinter den Tagliamento zurück, um die entstandenen Lücken zu schließen. Als der Waffenstillstand von Villa Giusti zum 3. November 1918 verkündet wurde, zog er sich mit den wenigen bei ihm verbliebenen Truppenteilen nach Velden in Kärnten zurück.
Dort bot er Kaiser Karl I. an, mit seinen Truppen nach Wien zu marschieren und die Ausrufung der Republik zu verhindern, was aber im Namen des vom Angebot nicht informierten Kaisers abgelehnt wurde. Karl verzichtete am 11. November 1918 in Österreich und am 13. für Ungarn auf jeden Anteil an den Staatsgeschäften. Im Dezember 1918 versuchte Boroević, sich als gebürtiger kroatischer Serbe dem neu gebildeten südslawischen SHS-Staat zur Verfügung zu stellen, wurde aber an der Einreise gehindert.
Boroević lebte daraufhin – verarmt und verbittert darüber, dass der einzige k.u.k. Feldmarschall, den die Südslawen jemals hervorgebracht hatten, von den neuen Politikern seiner engeren Heimat abgelehnt wurde – in Klagenfurt, wo er am 23. Mai 1920 an einem Schlaganfall starb.
Der Feldmarschall wurde am 26. Oktober 1920 auf dem Wiener Zentralfriedhof in seiner Familiengruft in den Arkaden unmittelbar rechts neben der Friedhofskirche zum heiligen Karl Borromäus (Gruppe NAR, Gruft Nr. 62) bestattet. Die Gruft wurde vom ehemaligen Kaiser Karl bezahlt, der bei der Bestattung durch Sektionschef Albin Schager-Eckartsau (1877–1941; Habsburg-Lothringensche Vermögensverwaltung) vertreten war. Er legte einen Kranz nieder, auf dessen Schleife zu lesen war: Dem treuen Feldmarschall der alten Armee – Karl. Eine Reihe höchstrangiger ehemaliger k.u.k. Offiziere nahm teil, ebenso der ehemalige k.u.k. Außenminister Stephan Burián. Insgesamt kamen etwa 2000 Trauergäste. Das große Grabdenkmal wurde im Juni 1931 im Beisein der Witwe enthüllt.
In der Gruft sind auch sein Sohn Fritz Boroević (15. Februar 1901 bis 28. September 1918, gleiches Beisetzungsdatum wie der Feldmarschall; in der Grabstellensuche der städtischen Friedhöfe Wiens mit dem Vornamen Miroslav verzeichnet) und Boroevićs Ehefrau (seit 1899) bzw. Witwe Leontine geb. Rosner (7. Juli 1877 bis 12. Februar 1963) bestattet. Der einzige Sohn des Feldmarschalls war Frequentant der Kadettenschule in Marburg (richtig: Militär-Oberrealschule) und ist von der Draubrücke gestürzt und ertrunken. Er wollte mit einem Kameraden, der das Abenteuer überlebte, über die unterbrochene, nur durch Balken verbundene Brücke traversieren. Der Überlebende meldete den tödlichen Unfall erst acht Tage später.

## Auszeichnungen (Auswahl)
- Militärverdienstkreuz III. Klasse, Kriegsdekoration mit Schwertern = (KD.) (20. Oktober 1878)
- Königlich preußischer Kronenorden 3. Klasse (15. Oktober 1891)
- Komturkreuz des Ordens Stern von Rumänien (13. April 1900)
- Kaiserlich persischer Sonnen- und Löwenorden 2. Klasse (27. Oktober 1900)
- Orden der Eisernen Krone 3. Klasse (18. Oktober 1902)
- Ritterkreuz des Österreichisch-kaiserlichen Leopold-Ordens (26. September 1909)
- Orden der Eisernen Krone 1. Klasse (KD.) (20. September 1914)
- Großkreuz des Österreichisch-kaiserlichen Leopold-Ordens (KD.) (30. Oktober 1914)
- Militärverdienstkreuz I. Klasse (KD.) (9. Mai 1915)
- Stern des Verdienstehrenzeichens des Roten Kreuzes (KD.) (31. Mai 1915)
- Eisernes Kreuz 1. und 2. Klasse (Juni 1915)
- Bronzene Militär-Verdienstmedaille „Signum Laudis“ mit Schwertern am Band (29. Juli 1915)
- Halskreuz des Marianerkreuzes des Deutschen Ritterordens (15. November 1915)
- Silberne Militär-Verdienstmedaille „Signum Laudis“ mit Schwertern am Band (2. März 1916)
- Imtiyaz-Medaille in Silber und in Gold des Sultans Abdülhamid II. (April 1916)
- Goldene Militär-Verdienstmedaille „Signum Laudis“ mit Schwertern am Band (17. Oktober 1916)
- Großherzogliches Mecklenburgisches Militärverdienstkreuz 1. und 2. Klasse (1916)
- Kommandeurkreuz des Militär-Maria Theresien-Ordens (2. Juni 1917), überreicht von Kaiser Karl I. persönlich
- Große Militär-Verdienstmedaille „Großes Signum Laudis“ mit Schwertern (5. November 1917)
- Kaiserlicher Orden Pour le Mérite (26. November 1917)
- Ritterkreuz des Militär-Maria Theresien-Ordens (1931, posthum)

Das Verzeichnis seiner Auszeichnungen enthält eine Besonderheit, weil er zuerst mit dem Kommandeurkreuz des MMTO, später posthum 1931 mit dem niedrigeren Ritterkreuz des MMTO ausgezeichnet wurde.